# 石井良雄
石井 良雄（いしい よしお、1913年2月23日 - 1986年8月27日）は、日本の経営者。東京都出身。

## 経歴
1935年に東京帝国大学経済学部を卒業し、同年に日清製粉に入社。1962年7月に取締役に就任し、1967年5月に常務、1971年5月に専務を経て、1973年11月には社長に就任した。1981年6月には相談役に就任。
1976年11月に藍綬褒章を受章し、1983年11月に勲三等旭日中綬章を受章。
1986年8月27日肺癌のために死去。73歳没。